# Marta Lynch

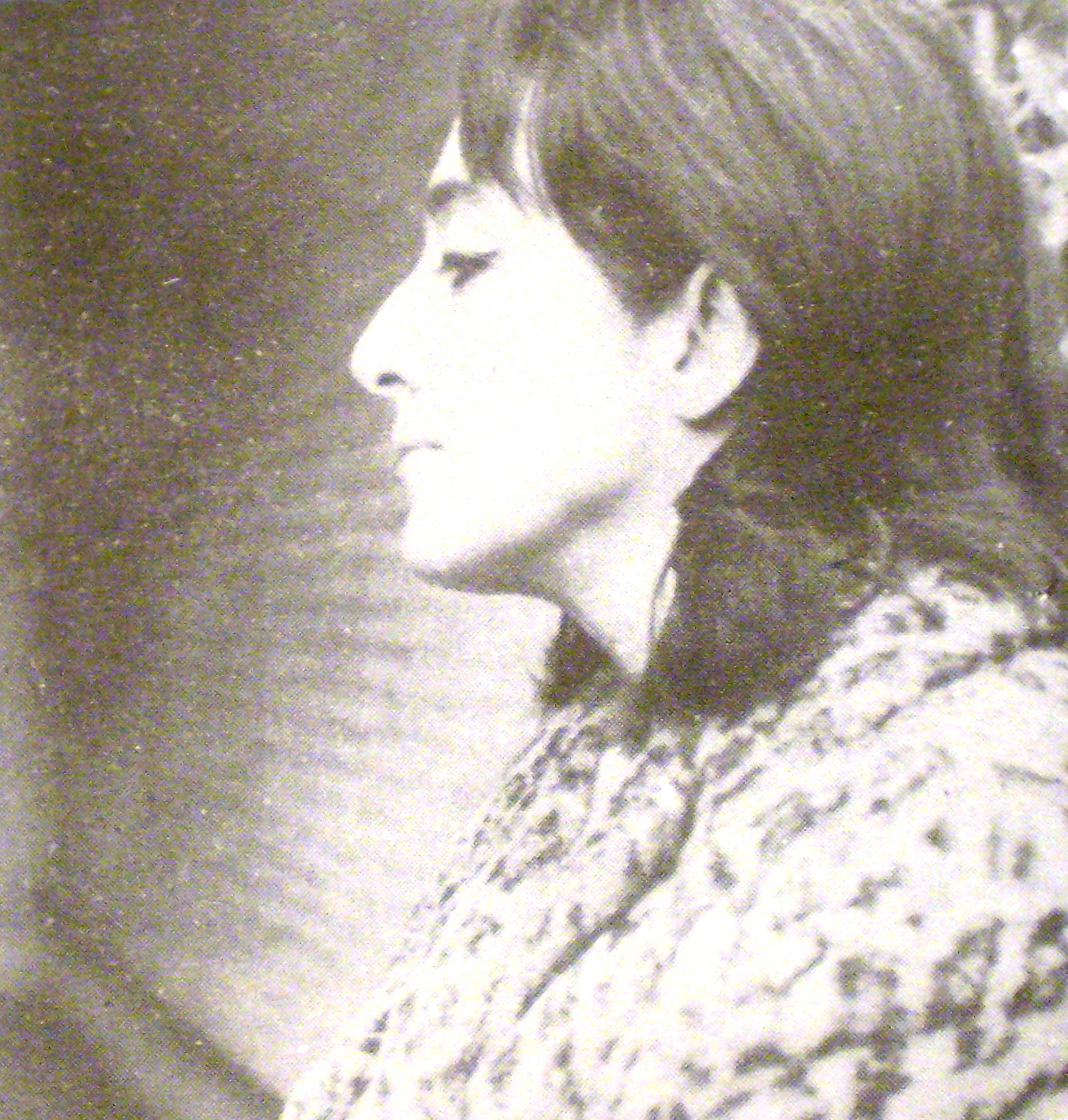
Marta Lynch en la seva joventut.

Marta Lynch (Buenos Aires, 8 de març de 1925 - Buenos Aires, 8 d'octubre de 1985) fou una escriptora argentina.

## Biografia
Marta Lía Frigerio es va graduar en literatura per la Universitat de Buenos Aires. Es va casar amb l'advocat Juan Manuel Lynch, amb qui tingué dos fills. viatjà i donà conferències per Europa i en diversos països americans tals com Mèxic, Cuba, Paraguai, Xile i Uruguai. Col·laborà amb La Nación i amb altres diaris i revistes. A Alemanya, Lynch va ésser proclamada una de les millors escriptores de contes d'Amèrica del Sud.
Víctima d'una greu depressió que la va deteriorar física i intel·lectualment, Marta Lynch es va suïcidar a casa seva amb una arma de foc.

## Obres
- La alfombra roja
- Al vencedor (1965)
- Los cuentos tristes (1966)
- El cruce del río (que alude al Che Guevara)
- Un árbol lleno de manzanas
- Los dedos de la mano
- La penúltima versión de la Colorada Villanueva
- La señora Ordóñez
- Cuentos de colores (Premio Municipal, 1970)
- No te duermas, no me dejes (1984)